# Amt Ergste
Das Amt Ergste war ein Amt im Kreis Iserlohn im Grenzgebiet zwischen Ruhrgebiet und Sauerland.

## Geschichte
Im Jahr 1808 wurden im französischen Satellitenstaat Großherzogtum Berg die drei sog. Vorsteherbezirke Ergste (Sitz), Berchum und Hennen zu einer Mairie (Bürgermeisterei) zusammengeführt. Historisch hatten diese Bezirke zur Grafschaft Limburg gehört. Nachdem das Gebiet der früheren Grafschaft 1815 an Preußen gefallen war, bestand die Mairie Ergste als preußische Bürgermeisterei im 1817 gegründeten Kreis Iserlohn fort.
Johann Hermann Christian Hengstenberg wurde zum Bürgermeister ernannt, lag aber stets im Streit mit dem Landrat des Kreises Iserlohn, Peter Eberhard Müllensiefen. Hengstenberg wurde 1828 durch den neuen Bürgermeister Verhoef abgelöst. 1835 folgte Amtmann Wiesner, der die Sparkasse des Amtes Ergste gründete.
Im Rahmen der Einführung der Landgemeindeordnung für die Provinz Westfalen wurde 1843 aus der Bürgermeisterei Ergste das Amt Ergste gebildet. Das Amt umfasste zeit seines Bestehens die drei Gemeinden Ergste, Berchum und Hennen.
Zum 31. Dezember 1974 wurde das Amt Ergste durch das Sauerland/Paderborn-Gesetz aufgelöst. Berchum kam zur kreisfreien Stadt Hagen, Ergste zur Stadt Schwerte im Kreis Unna und Hennen zur Stadt Iserlohn im Märkischen Kreis.

## Grunddaten
- Bestand: 1844–1974
- Kreis: Iserlohn
- Gemeinden: Berchum, Hennen, Ergste
- Einwohner (1967)[4]: 11.843
- Fläche: 58,2174 km²